# Charles-Jérémie Fuhr
Pour les articles homonymes, voir Fuhr.
Charles-Jérémie Fuhr, né le 5 août 1832 à Bayonne et mort à Paris (6e arrondissement) le 15 septembre 1875, est un lithographe français.

## Biographie
Élève de Pierre Jacques Feillet, il s’est fait, de 1861 à 1874 représenter au Salon de Paris, et il a travaillé pour le Panthéon des illustrations françaises.

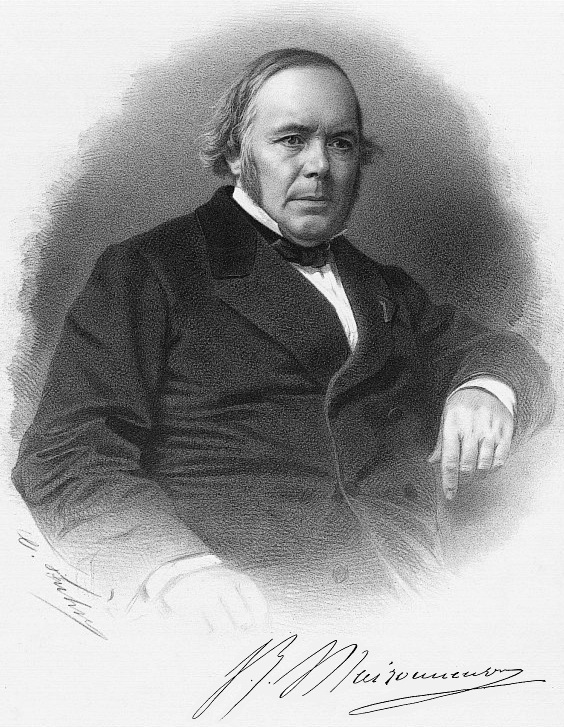
Jules Germain François Maisonneuve (vers les années 1860-70).
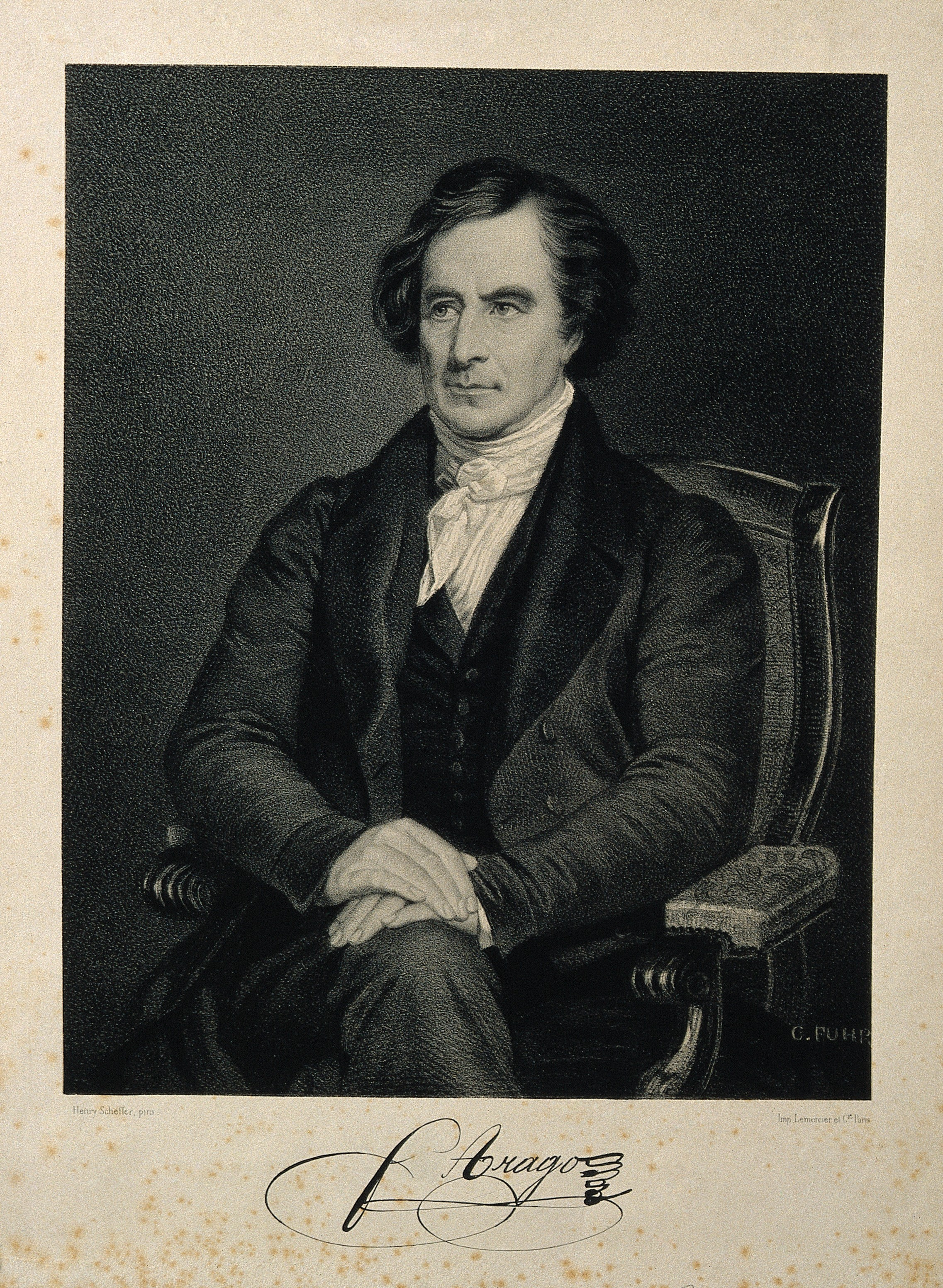
Dominique François Arago (n. d.).